# Světová literatura
Světová literatura (podtitul Revue zahraničních literatur) byl český literární časopis, který vydávalo od roku 1956 Státní nakladatelství krásné literatury, hudby a umění, od roku 1966 přejmenované na Odeon. Periodikum vycházelo 41 let. ISSN Světové literatury je 0039-7075.

## Světovka jako dobový fenomén
Časopis, který vycházel šestkrát do roka v rozsahu okolo 256 stran, publikoval v českých překladech ukázky z díla básníků a prozaiků z celého světa, doprovázené životopisnými studiemi a rozbory. Postupně se začaly objevovat rozsáhlejší polemické studie, eseje a tematická pásma představující nové trendy ve světovém umění. Důraz byl kladen také na výtvarný doprovod, přinášející tvorbu významných světových tvůrců. Světová literatura poskytovala českým čtenářům orientaci o kulturním dění ve světě, především v zemích za tzv. železnou oponou, a sehrála tak významnou roli v uvolňování společenských poměrů, vedoucím až k pražskému jaru 1968. Antonín Jaroslav Liehm tento přínos v anketě časopisu Souvislosti charakterizoval: „Až se jednou u nás budou smět psát dějiny československého socialismu a role kultury v nich, nebudou historikové moci obejít Světovou literaturu. Nejen pro její přínos výlučně literární. V její historii je totiž vepsána, číslo od čísla, i historie společnosti těch let. Narodila se jako dítě první tzv. oblevy a krok za krokem pomáhala rozšiřovat prostor pro myšlení a nakonec i pro jednání.“ Náklad prvního čísla Světové literatury činil 4000 výtisků. Vzhledem ke značnému čtenářskému zájmu se stále zvyšoval, až na konci šedesátých let dosáhl 26 000. K desátému výročí vydávání časopisu vyšla ročenka v knižním formátu a v nákladu deseti tisíc výtisků, přinášející výběr textů z dosavadních čísel SL. (Světová literatura: 10: Ročenka zahraničních literatur 1956–1965. Praha: Odeon, 1966. 460 s.)

## Úpadek a zánik
Na počátku normalizace došlo k výměně redakce a ke změně orientace časopisu na socialistický realismus v souladu s dobovou kulturní politikou. Periodikum využilo uvolnění cenzury ve druhé polovině osmdesátých let, ovšem nezískalo již přízeň nových čtenářů. Po pádu komunistického režimu ztratilo exkluzivitu v přístupu k novým zahraničním knihám. Po zániku nakladatelství Odeon v roce 1994 se potýkalo s nedostatkem financí a bylo nuceno snížit počet stran i periodicitu. V roce 1996 vyšlo poslední číslo Světové literatury (číslo 3).   

## Seznam šéfredaktorů
- Jan Řezáč (1956–1961)
- Božena Wirthová (1961–1963)
- Josef Kadlec (1963–1968)
- Jan Vladislav (1969–1970)
- Svatopluk Horečka (1971–1977)
- Zdeněk Volný (1977–1988)
- Václav Falada (1988–1990)
- Anna Kareninová-Fureková (1991–1996)

## Spolupracovníci
Redaktory Světové literatury byli Josef Škvorecký, Eva Kondrysová, Ladislav Fikar, Ludmila Dušková nebo Markéta Hejkalová, publikovali zde přední překladatelé Jan Zábrana, Petr Pujman, Olga Špilarová, Martin C. Putna, Lumír Čivrný, Patrik Ouředník, Antonín Přidal, Václav Jamek a další.

## Nástupci
Časopis Host začal od roku 2001 vydávat přílohu Světová literatura, navazující svým zaměřením na Světovou literaturu. Od roku 2005 vychází samostatné periodikum Plav, které se k inspiraci někdejší „Světovkou“ hlásí podtitulem Měsíčník pro světovou literaturu. Redaktor Jan Smolka vysvětlil používání nového názvu: „V Brazílii nepotkáte fotbalistu, který by nosil na zádech číslo 10. Desítka bylo číslo, které nosil Pelé. V NHL žádný hokejista neoblékne dres s Gretzkyho číslem 99. Ta čísla jsou značka a poznávací znamení. Bylo by tedy od nás nanejvýš troufalé zvolit si do začátku název stejný, jako měla „ta“ Světová literatura. Podobně troufalé, jako kdyby někdo chtěl otevřít Aventinum nebo Osvobozené divadlo. Pojmenovali jsme náš časopis tedy PLAV a světová literatura je „jenom“ v podtitulu. Cíl je ovšem stejný: informovat širokou veřejnost o všem, co se objevuje nového ve světové literatuře a jejích českých překladech.“